# Джунджи, Марко
Марко Андреа Джунджи (итал. Marco Andrea Giungi; род. 30 октября 1974, Эспоо, Уусимаа) — итальянский легкоатлет, специалист по спортивной ходьбе. Выступал на профессиональном уровне в 1997—2010 годах, призёр Кубков мира и Европы, многократный победитель первенств национального значения, участник летних Олимпийских игр в Афинах.

## Биография
Марко Джунджи родился 30 октября 1974 года в городе Эспоо, Финляндия.
Впервые заявил о себе на международном уровне в сезоне 1997 года, когда вошёл в состав итальянской сборной и выступил на Кубке мира по спортивной ходьбе в Подебрадах, где в дисциплине 20 км занял итоговое 45-е место. Позднее в этом сезоне показал 22-й результат на чемпионате мира в Афинах.
В 1998 году одержал победу на чемпионате Италии в ходьбе на 20 км.
В 1999 году выиграл итальянский национальный чемпионат в дисциплине 50 км.
В 2000 году на чемпионате Италии в Милане превзошёл всех соперников в ходьбе на 10 000 метров, вновь стал чемпионом в ходьбе на 20 км.
В 2001 году выиграл чемпионат Италии в 50-километровой дисциплине, финишировал восьмым на чемпионате мира в Эдмонтоне.
В 2002 году защитил звание национального чемпиона в ходьбе на 50 км. На чемпионате Европы в Мюнхене сошёл с дистанции, тогда как на домашнем Кубке мира в Турине занял 15-е место в личном зачёте и стал бронзовым призёром командного зачёта.
В 2003 году вновь выиграл чемпионат Италии в ходьбе на 50 км, сошёл на Кубке Европы в Чебоксарах, был дисквалифицирован за нарушение техники ходьбы на чемпионате мира в Париже.
В 2004 году в четвёртый раз подряд стал чемпионом Италии в ходьбе на 50 км. На Кубке мира в Наумбурге занял 13-е место в личном зачёте 20 км и тем самым помог соотечественникам выиграть бронзовые медали командного зачёта. Благодаря череде удачных выступлений удостоился права защищать честь страны на летних Олимпийских играх в Афинах — в программе ходьбы на 20 км показал время 1:23:30, расположившись в итоговом протоколе соревнований на 13-й строке.
Завершил спортивную карьеру по окончании сезона 2010 года.